# Dmitri Ivanovich Mendeleev
Dmitri Ivanovich Mendeleev (tiếng Nga: Дмитрий Иванович Менделеевⓘ, đọc theo tiếng Việt là Đi-mi-tri I-va-no-vích Men-đê-lê-ép; 8 tháng 2 [lịch cũ 27 tháng 1] năm 1834 – 2 tháng 2 [lịch cũ 20 tháng 1] năm 1907) là một nhà hóa học và nhà phát minh người Nga.
Ông được coi là người tạo ra phiên bản đầu tiên của bảng tuần hoàn các nguyên tố hoá học, một bước ngoặt lớn trong lịch sử nghiên cứu hoá học. Sử dụng bảng tuần hoàn này, ông đã dự đoán các tính chất của nhiều nguyên tố khi đó còn chưa được phát hiện. Ông cũng là người phát hiện nhiệt độ sôi giới hạn.

## Cuộc đời
Mendeleev sinh tại làng Verhnie Aremzyani, gần Tobolsk, là con của Ivan Pavlovich Mendeleev và Maria Dmitrievna Mendeleeva (tên khai sinh là Kornilieva). Ông nội là Pavel Maximovich Sokolov, một linh mục thuộc Giáo hội Chính thống giáo Nga từ vùng Tver. Ivan, cùng với các anh chị em, đã có tên họ mới khi tham gia chủng viện thần học.
Mendeleev được cho là con út trong số 14 anh chị em, nhưng con số chính xác khác biệt tuỳ theo từng nguồn tin. Khi 13 tuổi, sau khi cha ông qua đời và nhà máy của mẹ bị phá huỷ bởi hoả hoạn, Mendeleev theo học trung học tại Tobolsk.
Năm 1850, khi ấy gia đình Mendeleev đã nghèo túng. Họ chuyển tới Saint Petersburg, nơi ông vào Viện Sư phạm Main năm 1850. Sau khi tốt nghiệp, bệnh lao khiến ông phải chuyển tới Bán đảo Krym ở bờ biển phía bắc của Hắc Hải năm 1855. Tại đây ông trở thành một giáo viên khoa học tại Trường trung học số 1 Simferopol. Ông trở lại Saint Petersburg với sức khoẻ đã phục hồi hoàn toàn năm 1857.

## Sự nghiệp khoa học
Giai đoạn 1859 và 1861, ông làm việc về tính mao dẫn của các chất lỏng và kính quang phổ tại Heidelberg. Cuối tháng 8 năm 1861 ông viết cuốn sách đầu tiên về kính quang phổ. Ngày 4 tháng 4 năm 1862 ông hứa hôn với Feozva Nikitichna Leshcheva, và họ cưới ngày 27 tháng 4 năm 1862 tại nhà thờ của Trường Cao đẳng Cơ khí Nikolaev ở Saint Petersburg. Mendeleev trở thành Giáo sư Hoá học tại Viện Công nghệ Nhà nước Saint Petersburg và Đại học Nhà nước Saint Petersburg năm 1863. Năm 1865 ông trở thành Tiến sĩ Khoa học với luận văn "Về những hoá hợp của Nước và Rượu". Ông được bổ nhiệm năm 1867, và tới năm 1871 đã biến Saint Petersburg thành một trung tâm được quốc tế công nhận trong lĩnh vực nghiên cứu hoá học. Năm 1876, ông say mê Anna Ivanova Popova và bắt đầu tán tỉnh bà, năm 1881 ông cầu hôn bà và đe doạ sẽ tự tử nếu bị từ chối. Cuộc li dị của ông với Leshcheva kết thúc một tháng sau khi ông đã cưới (ngày 2 tháng 4) đầu năm 1882. Thậm chí sau khi li dị, Mendeleev về kỹ thuật vẫn là một người mắc tội lấy một người khác khi vẫn con trong hôn nhân (tội đa thê); Nhà thờ Chính thống Nga yêu cầu phải có ít nhất 7 năm trước khi tái hôn một cách hợp pháp. Cuộc hôn nhân của ông và sự tranh cãi xung quanh nó góp phần khiến ông không thể được chấp nhận vào Viện Hàn lâm Khoa học Nga (dù danh tiếng quốc tế của ông vào thời điểm đó). Con gái ông từ cuộc hôn nhân thứ hai, trở thành vợ của nhà thơ Nga nổi tiếng Alexander Blok. Những người con khác của ông là con trai Vladimir (một thủy thủ, ông tham gia vào Chuyến đi về phía Đông của Nicholas II nổi tiếng) và con gái Olga, từ cuộc hôn nhân đầu tiên với Feozva, và con trai Ivan và một cặp sinh đôi với Anna.
Dù Mendeleev được các tổ chức khoa học trên khắp châu Âu ca tụng, gồm cả Huy chương Copley từ Viện Hoàng gia London, ông đã từ chức khỏi Đại học Saint Petersburg ngày 17 tháng 8 năm 1890.

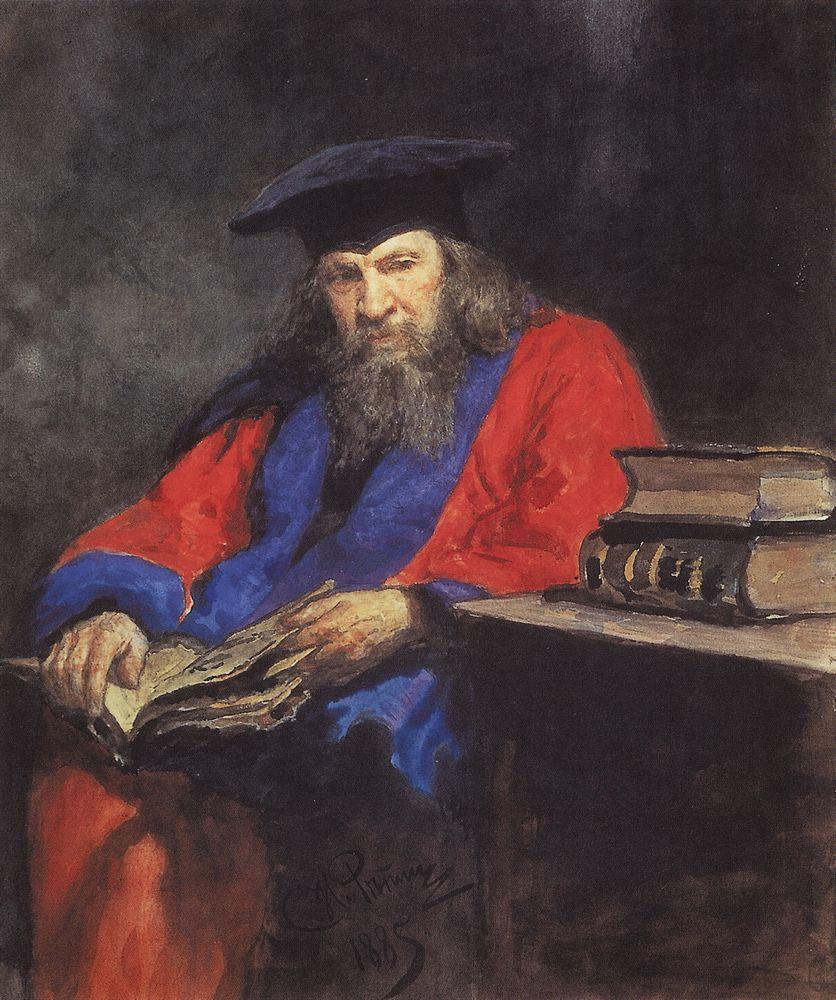
Chân dung Mendeleev do họa sĩ Ilya Repin vẽ năm 1885

Năm 1893, ông được chỉ định làm Giám đốc Phòng Cân và Đo lường. Chính trong vai trò này ông đã được giao trách nhiệm hình thành những tiêu chuẩn nhà nước mới cho việc sản xuất vodka. Nhờ công việc của ông, năm 1894 các tiêu chuẩn mới cho vodka được đưa vào trong luật Nga và mọi loại vodka phải được sản xuất với nồng độ 40% cồn.
Mendeleev cũng nghiên cứu thành phần của các giếng dầu, và giúp thành lập nhà máy lọc dầu đầu tiên tại Nga.
Năm 1905, Mendeleev được bầu làm một thành viên của Viện Hàn lâm Khoa học Hoàng gia Thuỵ Điển. Đồng thời trong năm này ông được tặng thưởng Huy chương Copley vàng danh giá. Năm sau Hội đồng Nobel Hoá học đã đề xuất với Viện Hàn lâm Thuỵ Điển trao Giải Nobel Hoá học năm 1906 cho Mendeleev vì phát minh ra bảng tuần hoàn của ông. Ban Hoá học của Viện Hàn lâm Thuỵ Điển đã ủng hộ đề xuất này. Viện Hàn lâm sau đó dường như đã ủng hộ lựa chọn của Ủy ban như họ đã làm trong hầu hết mọi trường hợp. Không may thay, tại cuộc họp toàn thể của Viện, một thành viên bất mãn của Ủy ban Nobel, Peter Klason, đề xuất tư cách ứng cử viên cho Henri Moissan người được ông ưa thích. Svante Arrhenius, dù không phải là một thành viên của Ủy ban Nobel Hoá học, có rất nhiều ảnh hưởng trong Viện và cũng gây sức ép để loại bỏ Mendeleev, cho rằng bảng tuần hoàn quá cũ để được công nhận sự khám phá ra nó vào năm 1906. Theo những người thời đó, Arrhenius có động cơ từ sự đố kỵ của ông với Mendeleev vì Mendeleev chỉ trích lý thuyết phân ly của Arrhenius. Sau những cuộc tranh cãi nảy lửa, đa số thành viên Viện Hàn lâm bỏ phiếu cho Moissan. Những nỗ lực để đề cử Mendeleev năm 1907 một lần nữa không thành công bởi sự phản đối kịch liệt của Arrhenius.

## Qua đời

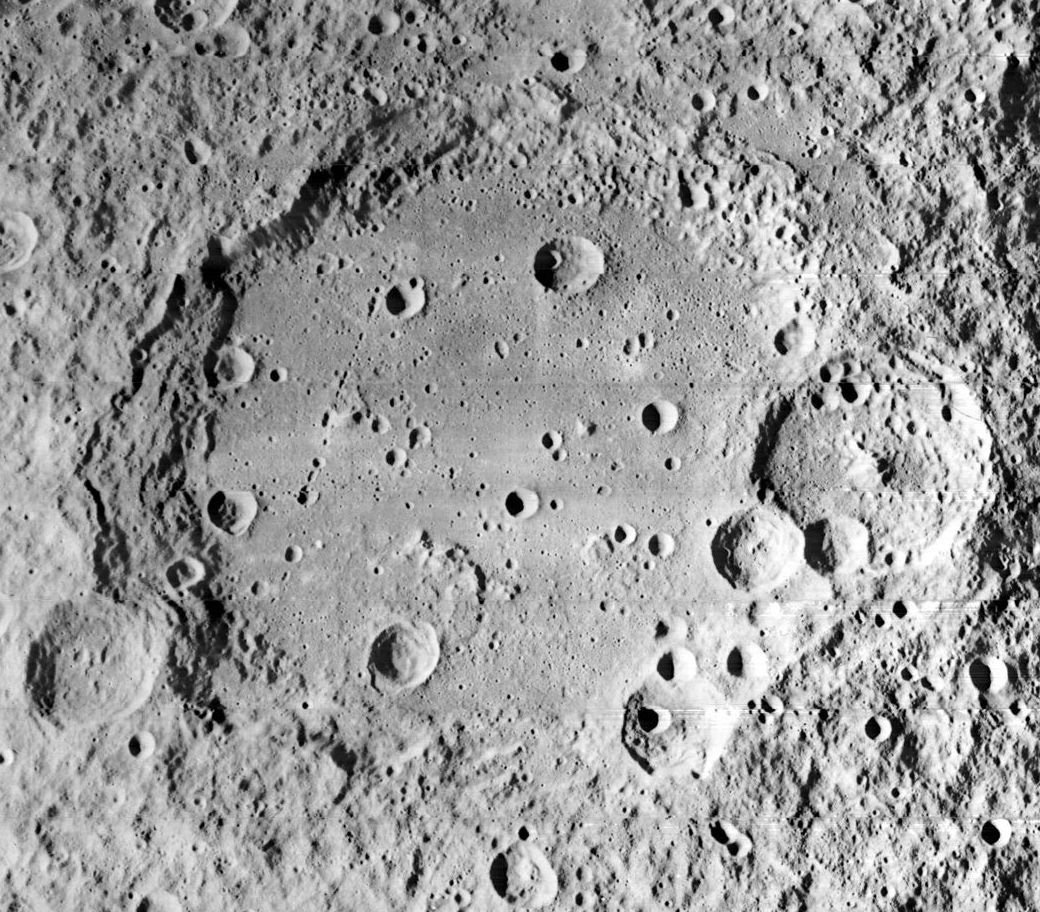
Núi lửa Mendeleev

Năm 1907, Mendeleev mất ở tuổi 72 tại Saint Petersburg vì bệnh cúm. Miệng núi lửa Mendeleev trên Mặt trăng, cũng như nguyên tố số 101, chất phóng xạ mendelevium, được đặt theo tên ông. Đại học Công nghệ Hóa học Moskva Mendeleev thành lập 1898 cũng lấy theo tên ông.

## Bảng tuần hoàn

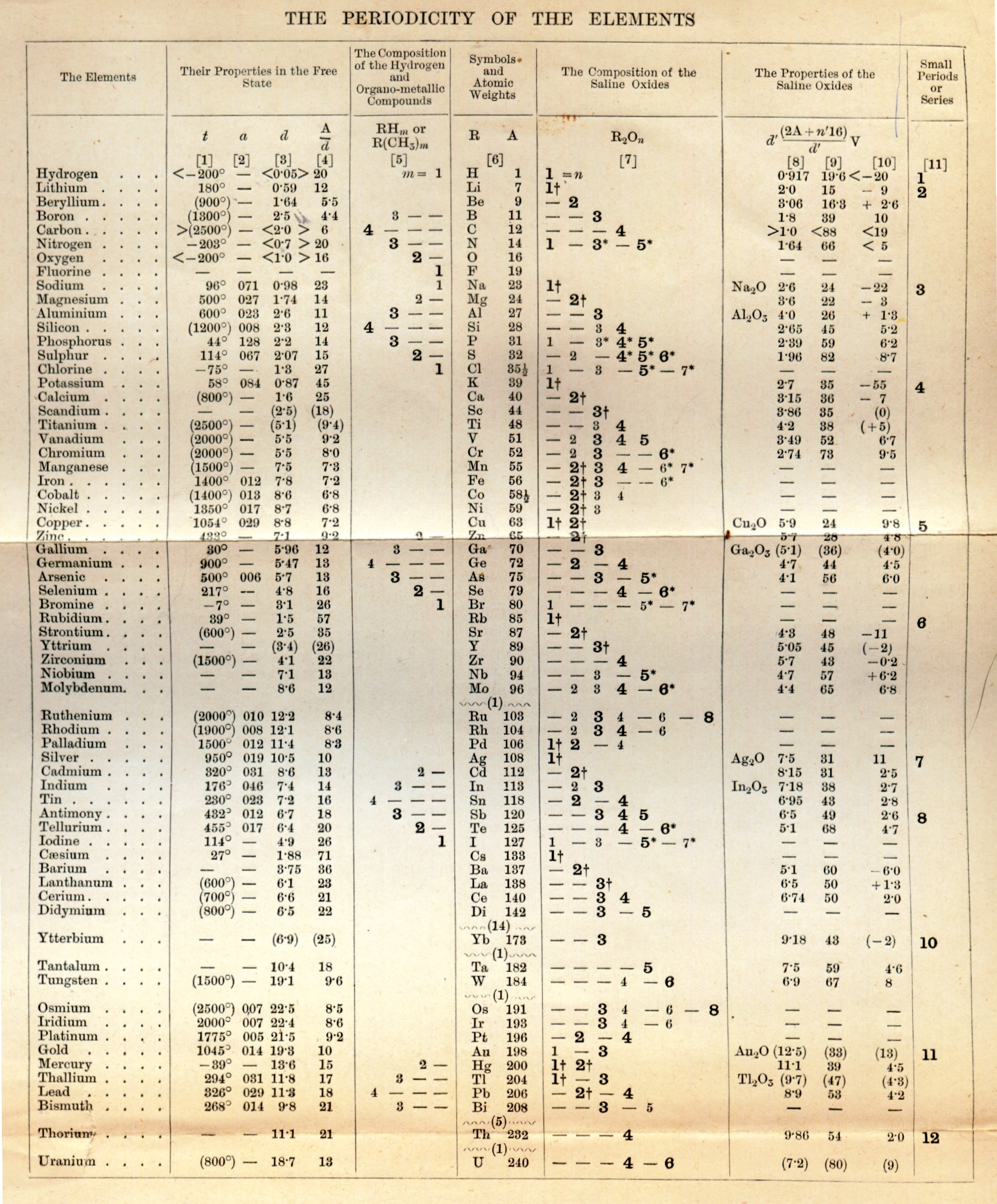
Một mẫu bảng tuần hoàn của Mendeleev, từ ấn bản tiếng Anh đầu tiên của cuốn sách của ông (1891, dựa trên ấn bản thứ 5 bằng tiếng Nga)

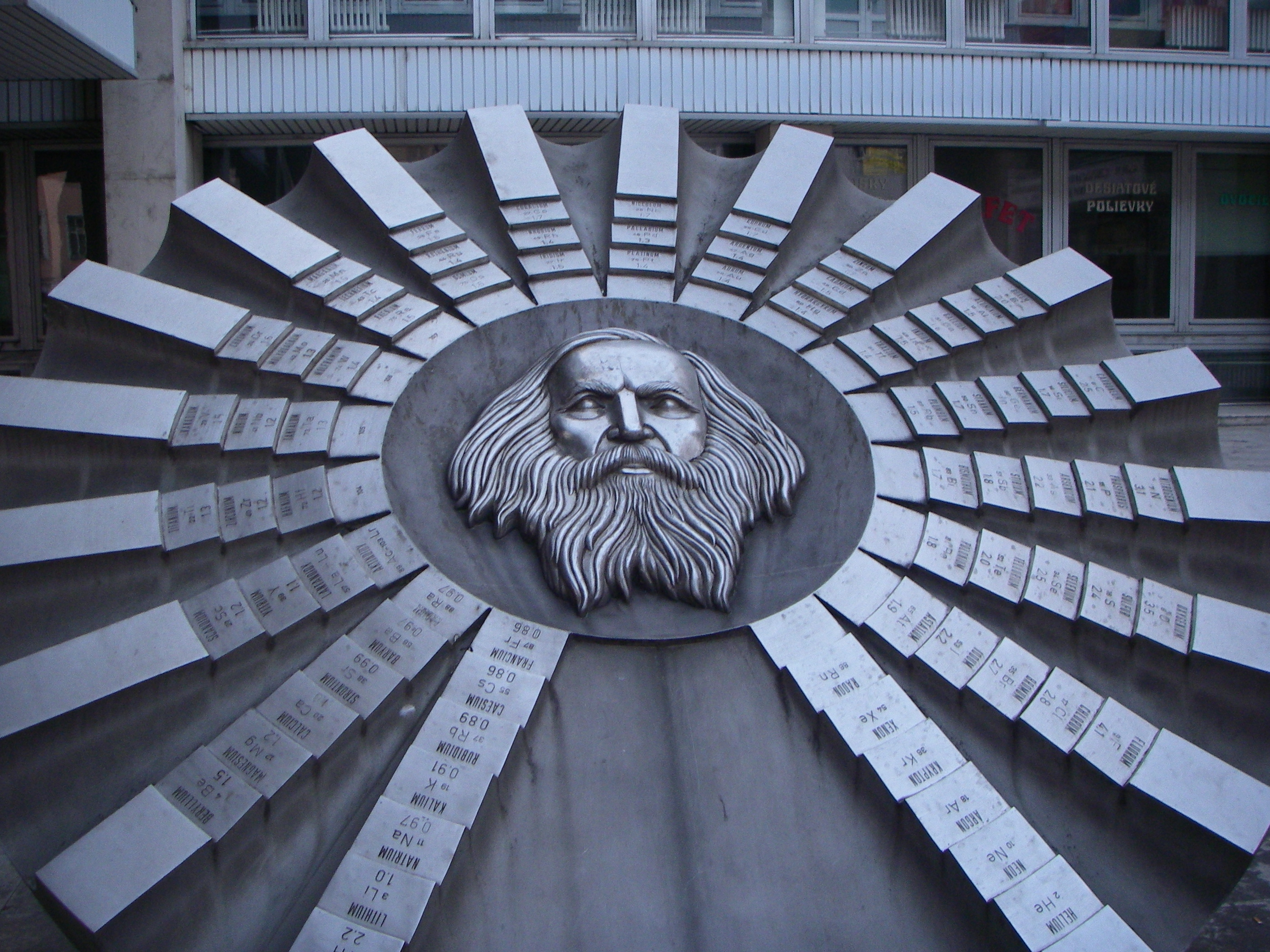
Bức tượng điêu khắc vinh danh Mendeleev và bảng tuần hoàn các nguyên tố hoá học, tại Bratislava, Slovakia

Công trình do những người khác thực hiện hồi những năm 1860 cho rằng các nguyên tố có tính tuần hoàn. John Newlands, người xuất bản cuốn Định luật các Quãng tám (Law of Octaves) năm 1865. Sự thiếu hụt các khoảng trống cho những nguyên tố còn chưa được khám phá và việc đặt hai nguyên tố trong một ô đã bị chỉ trích và các ý tưởng của ông không được chấp nhận. Một công trình khác là của Lothar Meyer, người xuất bản một cuốn sách năm 1864, miêu tả 28 nguyên tố. Không công trình nào tìm cách dự đoán các nguyên tố mới. Năm 1863 đã có 56 nguyên tố được biết với một nguyên tố mới được khám phá với tốc độ xấp xỉ một nguyên tố mỗi năm.
Sau khi trở thành một giáo viên, Mendeleev đã viết cuốn sách hai tập cuối cùng ở thời điểm đó: Principles of Chemistry (Các nguyên tắc của Hoá học) (1868-1870). Khi ông tìm cách sắp xếp các nguyên tố theo các tính chất hoá học của chúng, ông nhận thấy các mẫu hình dẫn ông tới ý tưởng Bảng tuần hoàn. Tương truyền, người ta nói rằng sau một hôm suy nghĩ làm thế nào sắp xếp được các nguyên tố hóa học, Mendeleev ngủ đi và trong giấc mơ, ông mơ thấy có một cái bảng hiển thị lên các nguyên tố với vị trí đúng của nó. Mendeleev không hề biết về các công trình khác với các bảng tuần hoàn khác đang diễn ra trong thập niên 1860. Ông đã làm bảng sau, và bằng cách thêm các nguyên tố thêm theo mô hình này, phát triển phiên bản mở rộng của bảng tuần hoàn.
| Cl 35.5 | K 39   | Ca 40  |
| Br 80   | Rb 85  | Sr 88  |
| I 127   | Cs 133 | Ba 137 |

Ngày 6 tháng 3 năm 1869, Mendeleev có cuộc giới thiệu chính thức với Viện Hoá học Nga, với tiêu đề The Dependence between the Properties of the Atomic Weights of the Elements (Sự phụ thuộc giữa các Tính chất của Trọng lượng Nguyên tử của các Nguyên tố), miêu tả các nguyên tố theo cả trọng lượng nguyên tử và hoá trị. Cuộc trình bày này nói rằng
1. Các nguyên tố hoá học, nếu được sắp xếp theo trọng lượng nguyên tử, sẽ có một tính tuần hoàn rõ ràng trong tính chất.
2. Các nguyên tố tương tự về tính chất hoá học có các trọng lượng nguyên tử hoặc hầu như có cùng giá trị (ví dụ, Pt, Ir, Os) hoặc tăng đều (ví dụ, K, Rb, Cs).
3. Việc sắp xếp các nguyên tố thành các nhóm nguyên tố theo trật tự trọng lượng nguyên tử của chúng tương ứng với cái gọi là các hoá trị của chúng, cũng như, ở một số mức độ, với các tính chất hoá học riêng biệt của chúng; như thể hiện rõ trong các loạt nguyên tố Li, Be, B, C, N, O, và F.
4. Các nguyên tố có mật độ lớn nhất có trọng lượng nguyên tử nhó nhất.
5. Tầm mức trọng lượng nguyên tử xác định tính chất nguyên tố, giống như tầm mức phân tử xác định tính chất của một thành phần hợp chất.
6. Chúng ta phải đợi sự phát hiện của nhiều nguyên tố vẫn còn chưa được biết tới–ví dụ, hai nguyên tố, tương tự nhôm và silic, những nguyên tố có trọng lượng nguyên tử trong khoảng 65 và 75. Và những nguyên tố nào chưa biết sẽ chừa khoảng trống, trong tương lai phát hiện được thì thêm vào.
7. Trọng lượng nguyên tử của một nguyên tố có thể thỉnh thoảng được sửa đổi theo sự hiểu biết những nguyên tố tiếp giáp của nó. Vì thế trọng lượng nguyên tử của teluride phải nằm trong khoảng giữa 123 và 126, và không thể là 128. Ở đây Mendeleev đã sai bởi khối lượng nguyên tử của teluride (127.6) vẫn cao hơn khối lượng nguyên tử của iodine (126.9).
8. Một số tính chất đặc trưng của các nguyên tố có thể dự đoán trước từ trọng lượng nguyên tử của nó.

Mendeleev xuất bản bảng tuần hoàn các nguyên tố của tất cả các nguyên tố đã biết và dự đoán nhiều nguyên tố mới để hoàn thành bảng. Chỉ vài tháng sau, Meyer đã xuất bản một bảng rõ ràng giống hệt. Một số người coi Meyer và Mendeleev là những người đồng phát minh ra bảng tuần hoàn, nhưng rõ ràng mọi người đồng ý rằng sự dự đoán chính xác của Mendeleev về các đặc tính của cái ông gọi là ekasilicon, ekaaluminium và ekaboron (germanium, gallium và scandium) xứng đáng khiến ông xứng đáng với đa số lời khen ngợi về bảng tuần hoàn.
Về tám nguyên tố do ông dự đoán, ông đã sử dụng các hậu tố eka, dvi, và tri (tiếng Phạn một, hai, ba) trong việc đặt tên chúng. Mendeleev đã nghi ngờ một số trọng lượng nguyên tử hiện đã được chấp nhận (chúng chỉ có thể được đo với một độ chính xác khá thấp ở thời điểm đó), chỉ ra rằng chúng không tương ứng với những tính chất do Bảng tuần hoàn của ông chỉ ra. Ông lưu ý rằng tellurium có trọng lượng nguyên tử lớn hơn iodine, nhưng ông đặt nó vào trật tự đúng, dự đoán không chính xác rằng những trọng lượng nguyên tử đã được chấp nhận ở thời điểm đó là sai. Ông đã gặp khó xử khi tìm nơi đặt các lanthanide đã biết, và dự đoán sự tồn tại của hàng khác trong bảng là nơi đặt các actinide có một trong số các khối lượng nguyên tử nặng nhất. Một số người không chấp nhận việc Mendeleev dự đoán rằng sẽ còn có các nguyên tố khác, nhưng đã bị chứng minh là sai lầm khi Ga (gallium) và Ge (germanium) được tìm ra năm 1875 và 1886, trùng khớp một cách chính xác vào hai khoảng trống.
Bằng cách đặt những cái tên tiếng Phạn cho các nguyên tố "còn thiếu", Mendeleev cho thấy sự tán tưởng và biết ơn của mình với các nhà ngữ pháp tiếng Phạn của Ấn Độ cổ đại, những người đã tạo ra các lý thuyết phức tạp về ngôn ngữ dựa trên việc khám phá ra hai mô hình hai chiều của họ trong các âm cơ bản. Theo Giáo sư Paul Kiparsky thuộc Đại học Stanford, Mendeleev là một người bạn của chuyên gia tiếng Phạn Böhtlingk, người đang chuẩn bị cho ấn bản thứ hai của cuốn sách của mình về Pānini ở khoảng thời gian đó, và Mendeleev muốn vinh danh Pānini với sự đặt tên của mình. Lưu ý thấy có những sự tương tự đáng chú ý giữa Bảng tuần hoàn và đoạn mở đầu của ngữ pháp Panini, Giáo sư Kiparsky nói:

Sự tương tự giữa hai hệ thống rất đáng chú ý. Bởi khi Panini thấy rằng các mô hình âm vị của âm thanh trong ngôn ngữ là một chức năng của các tính chất phát âm của chính, vì thế Mendeleev thấy rằng các tính chất hoá học của các nguyên tố là một chức năng của các trọng lượng nguyên tử của chúng. Giống như Panini, Mendeleev đã đạt tới phát minh của mình thông qua một sự nghiên cứu "ngữ pháp" của các nguyên tố...

## Các thành tựu khác
Mendeleev cũng có những đóng góp quan trọng khác cho hoá học. Nhà hoá học và lịch sử khoa học Nga L.A. Tchugayev đã coi ông là "một nhà hoá học thiên tài, nhà vật lý hàng đầu, một nhà nghiên cứu nhiều thành quả trong các lĩnh vực thủy động lực học, khí tượng học, địa chất học, một số nhánh của công nghệ hoá học (ví dụ chất nổ, hoá dầu, và nhiên liệu) và những ngành khác gần với hoá học và vật lý, một chuyên gia tinh thông về công nghiệp hoá học và công nghiệp nói chung, và một nhà tư tưởng độc đáo trong lĩnh vực kinh tế." Mendeleev là một trong những người sáng lập, năm 1869, Viện Hoá học Nga. Ông đã làm việc về lý thuyết và thực hành chủ nghĩa bảo hộ thương mại và về nông nghiệp.
Trong một nỗ lực trong một quan niệm hoá học về Ête, ông đã đưa ra những lý thuyết rằng có sự tồn tại của hai nguyên tố hoá học trơ với trọng lượng nguyên tử nhỏ hơn hydro. Trong hai nguyên tố đề xuất đó, ông cho rằng nguyên tố nhẹ hơn là một loại khí có khả năng xâm nhập mọi nơi và hiện diện ở khắp nơi, và nguyên tố hơi nặng hơn là một nguyên tố đề xuất, coronium.
Mendeleev dành hầu hết việc nghên cứu của mình và có những đóng góp quan trọng cho việc xác định bản chất của những thành phần vô hạn như các dung dịch.

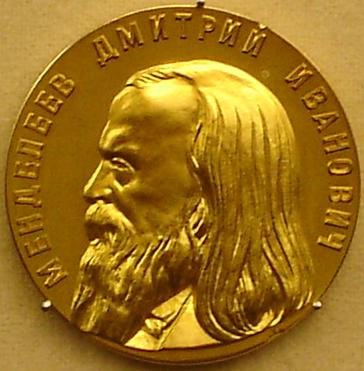
Huy chương Mendeleev

Trong một lĩnh vực khác của vật lý hoá học, ông đã nghiên cứu sự nở rộng của các chất lỏng với nhiệt độ, và phát minh một công thức tương tự như định luật Gay-Lussac về sự đồng nhất của sự nở rộng của các khí, trong khi ngay từ năm 1861 ông đã đoán trước quan niệm của Thomas Andrews về nhiệt độ tới hạn của các khí bằng các định nghĩa điểm sôi tuyệt đối của một vật chất khi nhiệt độ mà ở đó sự liên kết và nhiệt của sự bay hơi trở nên bằng không và dung dịch chuyển thành hơi, không cần biết tới áp suất và thể tích.
Mendeleev được coi là người đưa hệ mét vào sử dụng tại Đế quốc Nga.
Ông đã phát minh ra pyrocollodion, một kiểu bột không khói dựa trên nitrocellulose. Công trình này do Hải quân Nga đặt hàng, tuy nhiên không được chấp nhận sử dụng. Năm 1892 Mendeleev đã tổ chức việc sản xuất nó.
Mendeleev đã nghiên cứu nguồn gốc dầu mỏ và kết luận rằng các hydrocarbon là tự sinh và hình thành ở sâu bên trong quả đất.
Ông viết: "Thực tế chính yếu cần lưu ý là dầu hoả sinh ra ở sâu trong quả đất, và chỉ tại đó chúng ta tìm kiếm nguồn gốc của nó." (Dmitri Mendeleev, 1877)

## Tưởng nhớ
Để tưởng nhớ ông, sau khi tìm ra một nguyên tố hóa học mới, người ta đã đặt tên cho nó là Mendelevi, có nguyên tử khối là 258, với 101 proton (nguyên tố được các nhà khoa học ở Berkely phát hiện vào năm 1955 và được đặt theo tên ông vào năm 1963).

### Tiểu sử
- Roger Rumppe và Michael E. Sixtus, "Ich bin Mendelejeff" Lưu trữ ngày 21 tháng 6 năm 2006 tại Wayback Machine, care of the Woodrow Wilson Leadership Program in Chemistry. 20 sources. Notes, among other things, that various sources list D.M.'s siblings as being 10 to 16 in number.

### Bảng tuần hoàn
- Original Periodic Table Lưu trữ ngày 3 tháng 8 năm 2004 tại Wayback Machine, annotated
- Mendeleev's first draft version of the Periodic Table Lưu trữ ngày 19 tháng 2 năm 2014 tại Wayback Machine, 17 tháng 2 năm 1869

### Khác
- MENĐÊLÊEP Đ. I. tại Từ điển bách khoa Việt Nam
- Dmitri Mendeleev (Russian scientist) tại Encyclopædia Britannica (tiếng Anh)
- References about Mendeleev, maintained by Eugene V. Babaev, cập nhật lần cuối tháng 5 năm 2005 (vào tháng 12 năm 2005).
- Faraday Lecture Lưu trữ ngày 18 tháng 10 năm 2002 tại Wayback Machine by Mendeleev, 4 tháng 7 năm 1889, annotated
- Mendeleev and Sanskrit Lưu trữ ngày 16 tháng 2 năm 2016 tại Wayback Machine
- Picture of Mendeleev Lưu trữ ngày 7 tháng 3 năm 2004 tại Wayback Machine, Edgar Fahs Smith Collection, University of Pennsylvania
- Everything in its Place
- Mendeleev profile at thinkquest.org Lưu trữ ngày 3 tháng 3 năm 2006 tại Wayback Machine
- Dmitri Ivanovich Mendeleev, bài viết trên h2g2.
- Who was Dmitri Mendeleev? Lưu trữ ngày 21 tháng 1 năm 2016 tại Wayback Machine